# Neothysanis
Neothysanis is een geslacht van vlinders van de familie spanners (Geometridae), uit de onderfamilie Sterrhinae.

## Soorten
- N. aloxogramma Prout, 1932
- N. bicolor Dognin, 1900
- N. imella Druce, 1899